# Una y otra vez
Una y otra vez é um álbum de estúdio do cantor porto-riquenho Ray Reyes, ex-integrante da boy band Menudo, lançado em 1986, pela gravadora Rey Records. O disco é composto por dez faixas distribuídas entre os lados A e B, com composições de diversos autores como César Noroña, Gari Bribiesca, Ernesto Cardenal, Don Batte, Jeanette Dacosta, Susy D’Pecor, entre outros, além de colaborações do próprio Ray Reyes em letras e melodias.
Esse foi o último álbum de Reys lançado como solista, após a divulgação desse e do álbum anterior, Minha Música, o artista se juntou a outros ex-integrantes do Menudo em projetos como  Proyecto M e El Reencuentro.

## Antecedentes e contexto
Após deixar o grupo Menudo em 1985, Ray Reyes iniciou sua carreira solo com o álbum Minha Música, lançado no Brasil. Gravado em Porto Rico, o disco contou com canções de compositores brasileiros e porto-riquenhos, incluindo a autoral "Quero", composta em parceria com Ruco Gandía. A divulgação do trabalho incluiu uma extensa turnê por cidades brasileiras e participações em programas de TV. O projeto marcou a transição de Ray para uma carreira independente, mesclando referências do Menudo com uma nova identidade artística. Durante esse período, o cantor passou a viver no Brasil e já trabalhava na produção de um segundo álbum, que viria a ser Una y otra vez.

## Produção e gravação
O álbum foi produzido e dirigido por Ruco Gandia para a gravadora Rey Records. As gravações ocorreram nos estúdios Ochoa Recordino Studios, em Porto Rico, com o engenheiro de som Ronnie Torres responsável pela captação e mixagem. O processo técnico foi finalizado no Laquer Lab, onde o disco foi masterizado. A direção musical e os arranjos ficaram a cargo de Ruco Gandia, que também contribuiu como baixista e coautor em algumas faixas. A banda de apoio contou com músicos como Jorge Labdy (guitarra), Hector Candela (bateria), Carmen "Amuni" Nacer (teclados), Roberto Cimenez (savedon) e Sabu (percussão). Os vocais de apoio foram executados por Dagmar, Giloa González, Humberto González e Jamira Torres.
As composições apresentam uma variedade de colaboradores, incluindo Cezar Rossini, Gil Berson, Dom Beto, Brenda, André Christovam, Ruco Gandia, Willkins, Luis Claudio e Tony Sampaio. A adaptação dos textos para o espanhol foi feita por Ruco Gandia e Ray Reyes, destacando uma produção com influências de balada romântica e ritmos tropicais. O design visual ficou sob responsabilidade de Reine Zayas, com fotografias de Jochi Melero e arte final de Ángel Ortiz.

## Canções
A lista de faixas inclui 10 canções divididas entre os lados A e B do disco. Das dez canções incluídas, oito são versões em espanhol das músicas incluídas em Minha Música, ao passo que a canção "Tenerte Cerca" aparece em espanhol em ambos os discos do cantor.
A faixa "Nora" é uma versão em espanhol da música "Dona", de 1982, da dupla brasileira Sá & Guarabyra regravada pelo grupo Roupa Nova em seu disco Roupa Nova, de 1985. No mesmo ano a música entrou na trilha sonora da novela Roque Santeiro, da Rede Globo, e se tornou um grande sucesso, tendo sido a segunda canção mais tocada daquele ano nas rádios brasileiras. O artista incluiu a versão original em português em seus shows no Brasil.

## Divulgação
Como forma de divulgação o cantor iniciou uma turnê na qual cantava as canções do disco, além de se apresentar em programas de televisão. Em 1986, Reyes se apresentou no programa Lo tomas o lo dejas, de Porto Rico, apresentado por Pedro Zervigón e Cyd Marie Flemin, no qual cantou a faixa "Nora". Na ocasião, também concedeu entrevista aos apresentadores e dedicou a canção a uma fã que estava na plateia (Maria Celeste).

## Lista de faixas
- Créditos adaptados do LP Una y otra vez, de 1986.[7]

| Lado A |                         |                           |                       |         |  |
| N.º    | Título                  | Compositor(es)            | Versão em português   | Duração |  |
| 1.     | "Una Noche en San Juan" | Cezar Rossini, Gil Berson | "Uma Noite no Havaí"  |         |  |
| 2.     | "Nora"                  | Sá e Guarabyra            | "Dona"                |         |  |
| 3.     | "Pero el Tiempo Pasó"   | Andre Christovam          | "Fui Lembrar de Você" |         |  |
| 4.     | "Tenerte Cerca"         | Ruco Candia               |                       |         |  |
| 5.     | "Quiero"                | Ruco Candia, Ray          | "Quero"               |         |  |

| Lado B |                         |                            |                       |         |  |
| N.º    | Título                  | Compositor(es)             | Versão em português   | Duração |  |
| 1.     | "Una y Otra Vez"        | Dom Beto, Brenda           | "A Primeira Vez"      |         |  |
| 2.     | "Alegría de Soñar"      | Dom Beto, Brenda           | "Alegria de Sonhar"   |         |  |
| 3.     | "Luna de Deseo"         | Cezar Rossini, Paulo Reza  | "Lua Cheia de Desejo" |         |  |
| 4.     | "Me Sentí Desnudo"      | Willkins                   | "Eu Fiquei Sem Jeito" |         |  |
| 5.     | "No Me Puedo Controlar" | Luis Claudio, Tony Sampaio | "Com a Cabeça no Ar"  |         |  |